# Jan Koum
Jan Koum (ukrajinsky Ян Кум; * 24. února 1976 Kyjev) je ukrajinský programátor. Je spoluzakladatelem a byl CEO společnosti WhatsApp, známé jako mobilní aplikace pro zasílání zpráv, kterou společnost Facebook Inc. získala v únoru 2014 za 19,3 miliardy USD.
V roce 2019 se nachází na 47. příčce v seznamu Forbes 400 nejbohatších Američanů s odhadovanou hodnotou více než 10 miliard dolarů.

## Raný život a kariéra
Koum se narodil v Kyjevě, na Ukrajině. Je židovského původu. Vyrostl ve Fastivu u Kyjeva. Pochází z chudého prostředí, například navštěvoval školu, ve které se ani nenacházely toalety. V roce 1992, ve věku 16 let, emigroval se svou matkou a babičkou do Mountain View v Kalifornii, kde za pomoci programu sociální podpory získali malý dvoupokojový byt. Jeho otec měl v úmyslu se připojit k rodině později, ale nikdy neopustil Ukrajinu a zemřel v roce 1997. Koum a jeho matka s ním zůstali v kontaktu až do jeho smrti. Koumova matka pracovala jako opatrovnice dětí, zatímco on sám pracoval v obchodě s potravinami jako uklízeč. Jeho matka zemřela v roce 2000 po dlouhé bitvě s rakovinou.
Koum se začal zajímat o programování ve svých 18 letech. Začal studovat na Státní univerzitě v San Jose a současně pracoval v Ernst & Young jako tester softwaru. Také se připojil ke skupině hackerů, zvané w00w00, kde se setkal s budoucími zakladateli projektu Napster, Shawnem Fanningem a Jordanem Ritterem.
V únoru 1996 stanul Koum u státního soudu v San José v Kalifornii, odkud odešel se zákazem přibližování ke své bývalé přítelkyni, kterou prokazatelně slovně i fyzicky napadal. V říjnu 2014 Koum řekl o svém rozsudku: „Stydím se za to, jak jsem jednal a stydím se, že moje chování ji donutilo podniknout právní kroky“.
V roce 1997 se Koum setkal s Brianem Actonem při práci ve společnosti Ernst & Young, se kterým později založili společnost WhatsApp.

## Yahoo!
Později v roce 1997 byl Koum najat Yahoo! jako inženýr infrastruktury a krátce nato opustil školu. Během následujících devíti let tam Koum a Acton pracovali společně, a to až do října 2007, kdy oba opustili Yahoo!. Následující rok si užívali volna, cestovali po Jižní Americe a hráli Ultimate Frisbee. Poté se oba ucházeli o pozici ve společnosti Facebooku, ale oba byli odmítnuti.

## WhatsApp a Facebook
V lednu 2009 si Koum koupil iPhone a uvědomil si, že tehdy sedm měsíců starý obchod s aplikacemi App Store přináší zcela nový a zásadní průlom v odvětví mobilních aplikací. Navštívil svého přítele Alexe Fishmana a dvě hodiny u čaje debatovali o Koumově nápadu na nový komunikační nástroj. Koum se rozhodoval mezi dvěma názvy pro svou aplikaci, WhatsApp, znějící jako "what's up (co se děje)" a nebo Zap. O týden později, v den jeho narozenin, 24. února 2009, založil akciovou společnost WhatsApp Inc. v Kalifornii. To, že Koum s matkou emigrovali do USA z komunistické Ukrajiny, kde se v té době běžně odposlouchávaly hovory, bylo pro něj zásadní motivací pro kariéru v komunikační oblasti. Takže když ve svých 31 letech opustil práci v Yahoo! s dostatkem hotovosti na zahájení vlastního podnikání, dávalo absolutní smysl, že bude pracovat na demokratizaci telefonické komunikace. Na začátku nastolil tři základní pravidla:
1. Jeho služby nebudou využívat žádné reklamy.
2. Nearchivovat zprávy, a tak nezasahovat do soukromí uživatelů.
3. Zachovat aplikaci k jedinému primárnímu účelu, žádné zbytečné upoutávání pozornosti, žádné atrakce, hry apod.

WhatsApp nebyl zpočátku příliš populární, ale jeho úspěch začal přicházet poté, co Apple v červnu 2009 představil nový operační systém iOS 3.0 s push notifikační funkcí, která spočívá v okamžitém upozornění uživatele, aniž by musela být daná aplikace právě aktivní. To Kouma přimělo přehodnotit WhatsApp jako plnohodnotnou aplikaci napříč platformami, která by používala kontakty v telefonu jako "předem vytvořenou sociální síť" a telefonní číslo namísto přihlášení. Brzy poté začali WhatsApp používat uživatelé v Rusku jako nástroj pro zasílání zpráv, místo v té době nejvyužívanějších SMS. Aplikace tak získala velkou uživatelskou základnu a Koum přesvědčil Briana Actona, který byl v té době nezaměstnaný, aby se připojil ke společnosti. Koum udělil Actonovi status spoluzakladatele poté, co se podařilo získat počáteční kapitál ve výši 250 000 dolarů.
9. února 2014 Mark Zuckerberg pozval Kouma na večeři a formálně mu navrhl dohodu, aby se připojil k jeho společnosti Facebook. O 10 dní později Facebook oznámil, že získává WhatsApp za více než 19 miliard USD.    
Během první poloviny roku 2016 Koum prodal akcie Facebooku v hodnotě přesahující 2,4 miliardy USD, což byla asi polovina jeho celkového podílu. Odhaduje se, že stále vlastní další akcie společnosti Facebook s hodnotou 2,4 miliardy dolarů.
V dubnu 2018 Koum oznámil, že kvůli sporům s Facebookem odchází z WhatsAppu a z představenstva Facebooku. Původně se předpokládalo, že jeho odchodem propadl jeho neinvestovaný majetek v hodnotě téměř 1 miliardy dolarů. Nicméně o několik měsíců později bylo zjištěno, že byl ve společnosti stále formálně zaměstnán, a tak prostřednictvím metody nazvané „rest and vest” (odpočívej a “dostaň akcie”) vydělal na burze až 450 milionů dolarů.  

## Charitativní akce
V listopadu 2014 věnovala jeden milion dolarů Nadaci FreeBSD a v témže roce téměř 556 milionů dolarů Komunitní nadaci Silicon Valley (SVCF). V prosinci 2016 daroval Jan Koum Nadaci FreeBSD dalších 500 tisíc dolarů.